# European Satellite Services Provider
Furnizorul european de servicii prin satelit (ESSP) este o companie a cărei misiune este de a furniza Serviciul de navigație EGNOS  : furnizarea serviciului „Siguranța vieții” în conformitate cu standardele ICAO și practicile recomandate în întreaga regiune a Conferinței Europene a Aviației Civile (ECAC) și EDAS. serviciu, inclusiv operațiunile și managementul tehnic al EGNOS.

## Istoric
Compania a fost înființată pe4 aprilie 2001, apoi transformată într-o nouă societate pe acțiuni simplificată - ESSP SAS în 2008 și are sediul în Toulouse , Franța. Departamentul SPU (Unitatea de furnizare a serviciilor – Interfața utilizator) este situat în Torrejón de Ardoz, în suburbiile Madridului.

## Acționarii
Acționarii companiei sunt în principal furnizori europeni de servicii de navigație aeriană :
- ENAIRE (mai bine cunoscut sub numele său vechi AENA) - Spania
- DFS - Germania
- DSNA - Franța
- ENAV - Italia
- NATS - Marea Britanie
- NAV  (pt) - Portugalia
- Skyguide - Elveția

## Misiune
Misiunea ESSP se dezvoltă în jurul a trei axe:
1. Furnizarea sistemului EGNOS la un nivel de performanță în concordanță cu cerințele utilizatorilor prin operațiuni eficiente și sisteme de întreținere și activele sale.
2. Sprijin pentru adoptarea EGNOS de către aviația europeană prin evoluția și dezvoltarea infrastructurii EGNOS sau prin sprijinirea, după caz, a altor categorii de utilizatori.
3. Promovați și implementați soluții profitabile pentru EGNOS ori de câte ori expertiza companiei poate aduce sinergii Uniunii Europene și viitorului sistem Galileo.

Compania caută să se diversifice în diferite domenii. Expertiza sa ca furnizor de navigație aeriană va beneficia de noi clienți și utilizatori din toate sectoarele care o solicită:
- Operați și furnizați alte servicii critice la nivel european
- Consiliați și ajutați utilizatorii și clienții săi pentru a le permite să exploateze pe deplin aceste servicii
- Pentru a îmbunătăți nivelul actual de servicii furnizate pentru alte Servicii de navigație